# Лин, Луди
Луди Лин (кит. трад. 林路迪, пиньинь Lín Lùdí; род. 1984, Фучжоу) — китайско-канадский актёр и модель. Получил мировую известность как исполнитель роли Зака Тейлора в перезагрузке «Могучих рейнджеров» 2017 года, воина Мёрка в «Аквамене» (2018), и Лю Кана в перезагрузке «Мортал Комбат» 2021 года.

## Биография
Лин родился в Фучжоу,но в возрасте 3 лет вместе с семьёй переехал в Гонконг.
В 9 лет Лин был отправлен за границу в школу-интернат в Сиднее, где провёл большую часть своей юности. Его акцент отличался при каждом переезде, но в Австралии его считали чужаком. «В детстве мне приходилось много драться», — говорит Лин, рассказывая о том, как он учился уличной драке, чтобы защитить свой акцент. В 17 лет он иммигрировал в Ванкувер, чтобы поступить в университет. Он поступил и окончил Университет Британской Колумбии с двойной специализацией — диетология и театральное искусство. Лин также изучал актёрское мастерство в кино и на телевидении в Лос-Анджелесе. В настоящее время Лин проживает в Ванкувере и Пекине.
Свою актёрскую карьеру Лин начал с короткометражных фильмов, а затем получил свою первую крупную роль в США в фильме «Могучие рейнджеры».
Ранее он проходил прослушивание на роль Шан-Чи для фильма Marvel Cinematic Universe «Шанг-Чи и легенда десяти колец» (2021), а также на роль Спайка Шпигеля из боевика «Ковбой Бибоп». Является поклонником аниме, по мотивам которого был снят сериал.

### Личная жизнь
Лин очень атлетичен, занимался сноубордингом, подводным плаванием, боевыми искусствами, муай-тай, джиу-джитсу и борьбой олимпийского стиля.
Свободно владеет английским, мандаринским и кантонским языками.
В 2016 году стал веганом. В видео, где он объясняет основы своего питания на YouTube-канале Men’s Health, Лин выступает за веганскую диету, говоря: «Это хорошо для Земли, это хорошо для моего тела, я чувствую себя хорошо, потому что животные милые, и это единственная вещь, которая является устойчивой».
Лин также является поклонником комиксов, манги и аниме. Он также активист, выступающий за азиатское представительство и против азиатского расизма в таких движениях, как Stop Asian Hate.

## Фильмография

### Кино
| Year | Русское название  | Оригинальное название | Роль                | Прим.         |
| ---- | ----------------- | --------------------- | ------------------- | ------------- |
| 2011 |                   | The Intruders         | Grant               | Short Film    |
| 2012 |                   | The Shannon Entropy   | Holt                | Short Film    |
| 2012 |                   | Loners                | Loner               | Short Film    |
| 2012 |                   | Stasis                | Jake                | Short Film    |
| 2014 |                   | Monster Hunt          | Wind Monster Hunter |               |
| 2017 | Могучие рейнджеры | Power Rangers         | Зак Тэйлор          |               |
| 2018 | Аквамен           | Aquaman               | Мерк                |               |
| 2019 |                   | In a New York Minute  | David Qiao          |               |
| 2020 |                   | Son of the South      | Derek Ang           |               |
| 2021 | Мортал Комбат     | Mortal Kombat         | Лю Кан              |               |
| 2025 | Мортал Комбат 2   | Mortal Kombat 2       | Лю Кан              | Пост-продакшн |